# Кумо-маничка депресија
Кумско-маничка депресија (рус. Кумо–Манычская впадина) је депресија на југозападу Русије која раздваја Источноевропску низију (на сјеверу) од Сјеверног Кавказа (на југу). Име је добила по ријекама Кума и Манич.
Понекад се представља као природна граница између Европе и Азије, иако већина модерних извора користе Великокавказку вододјелницу умјесто Кумско-маничке депресије.
Ростовски резерват биосфере се налази у оквиру депресије.